# Sika Point
Das Kap Sika Point in dem westafrikanischen Staat Gambia liegt im Bereich der Mündung des Flusses Gambia zum Atlantischen Ozean. Namensgebend ist der rund vier Kilometer entfernte kleine Ort Sika.
Die 11,2 Kilometer lange Uferlinie vom Lamin Point bis zum Sika Point steht seit 1995, wie die Insel James Island, die zum Weltkulturerbe gehört, unter dem besonderen Schutz eines National Monuments. Zwischen diesen beiden Landmarken, die in Luftlinie 10,7 Kilometer auseinander liegen, befinden sich die Orte Albreda und Juffure.
Am anderen Flussufer ist in südwestlicher Richtung, in 5,6 Kilometer Entfernung, der Liara Point.